# Звіт про власний капітал
Звіт про власний капітал (П(С)БО 5) - звіт, який відображає зміни у складі власного капіталу підприємства протягом звітного періоду. Звіт складається на підставі балансу, звіту про фінансові результати, а також аналітичних даних до відповідних облікових регістрів.